# Hidrati
Pojam hidrati u kemiji može imati više značenja:
- Hidrati su spojevi koji sadrže vodu u obliku H2O molekula, obično s točno određenim sadržajem vode i imaju kristalnu građu (kristalni hidrati). Voda vezana u takvim kristalima naziva se kristalna voda.

- Hidrati su produkti hidratacije, ioni, molekule ili koloidne čestice u otopinama uz koje su se vezale molekule vode. Ta veza je slabija nego u primjeru kristalnih hidrata.

Najpoznatiji hidrati su kristalne soli (CuSO4·5H2O i sl.) koje gube svoju kristalnu građu ako uklonimo kristalno vezanu vodu. Iznimka su zeoliti, aluminijevi silikatni minerali koji sadrže vodu u neograničenim količinama. Neke gline i metalni oksidi imaju različite omjere vode u svom hidratiziranom obliku. Zeoliti gube i vračaju vodu reverzibilno s malo ili bez promjena u strukturi.
Tvari koje spontano apsorbiraju vodu iz zraka u obliku hidrata su poznate kao higroskopne tvari. Takve tvari koristimo kao dehidratore ili odvlaživače (CaCl2). U mnogim slučajevima, unos i gubitak vode (zagrijavanjem, smanjenjem tlaka) su reverzibilni procesi, ponekad uz promjene u boji. Modra galica ili bakrov sulfat pentahidrat (CuSO4 ∙ 5H2O) je modre boje a bezvodni bakrov sulfat (CuSO4) je bijele boje.
Poznate hidratne soli:
- Glauberova sol, natrijev sulfat dekahidrat Na2SO4·10H2O,
- soda za pranje, natrijev karbonat dekahidrat, Na2CO3∙10H2O,
- boraks, natrijev tetraborat dekahidrat, Na2B4O7∙10H2O.

U mnogim slučajevima hidrati su kompleksni spojevi. CuSO4∙5H2O je zapravo [Cu(H2O)4]SO4∙H2O. Četiri molekula vode se koordinira s ionom bakra, dok je peta molekula vode povezana sa sulfatnim ionom. Isto tako MgSO4∙7H2O je zapravo [Mg(H2O)6]SO4∙H2O.

Posebna vrsta hidrata su plinoviti hidrati ili klatrati. 